# Muscle abaisseur du sourcil
Le muscle abaisseur du sourcil est un muscle facial cutané situé de chaque côté de la ligne médiane de la partie supérieure du dos du nez.
La nature de ce muscle est contestée. Peu d'anatomies imprimées l'incluent (Netter, et al.) et de nombreuses autorités le considèrent comme faisant partie du muscle orbiculaire de l'œil. Il est répertorié dans le dictionnaire médical de l'Académie de médecine.
D'autre part, de nombreux dermatologues, ophtalmologistes et chirurgiens plasticiens  soutiennent que l'abaisseur du sourcil est un muscle distinct et a un effet individuel sur le mouvement du sourcil et de la peau de la glabelle .

## Origine et insertion
Le muscle abaisseur du sourcil prend son origine sur le rebord orbitaire médial, près de l'os lacrymal, et se termine sur face profonde de la peau de la région inter-sourcilière.

## Innervation
Il est innervé par un rameau de la branche temporo-faciale du nerf facial.

## Action
Ce muscle abaisse la peau du front et forme un sillon transversal dans la région inter-sourcilière.